# Popian
Popian är en kommun i departementet Hérault i regionen Occitanien i södra Frankrike. Kommunen ligger i kantonen Gignac som tillhör arrondissementet Lodève. År 2022 hade Popian 368 invånare.

## Befolkningsutveckling
Antalet invånare i kommunen Popian
Referens:INSEE